# Arne Lönnbeck
Arne Thorburn Lönnbeck, född 14 juli 1888 i Helsingfors, död 24 oktober 1954 i Matteus församling, Stockholm, var en svensk lärare, skriftställare och översättare. Hans främsta insats som översättare bestod i att mellan åren 1923 och 1945 översätta sammanlagt 15 av Richmal Cromptons populära pojkböcker om Bill. Han skrev också en pjäs Gerd: komedi i tre akter (Bonnier, 1934).

## Biografi[2]
Lönbeck tog studentexamen i Stockholm 1910 och studerade vid Stockholms högskola 1910–1916, där han blev fil. kand. 1916. Efter studier vid Linköpings folkskoleseminarium 1922–1923 tog han folkskollärarexamen 1923. Därefter verkade han som folkskollärare på Kungsholmen i Stockholm. Han var son till skriftställaren Fredrik Waldemar Lönnbeck (död 1914) och dennes hustru Ida, född Lindström (död 1920). Gift 1917 med Hilda Claeson med vilken han fick två barn.

## Översättningar (samtliga utöver Bill-böckerna)
- T. C. Bridges: Den underjordiska staden (The hidden city) (Kulturförlaget, 1926)
- Herbert Strang: Jack Hardy: en äventyrsberättelse från Napoleontiden (Jack Hardy) (Kulturförlaget, 1927)
- Enid Blyton: Gyllene sagor (Silver and gold) (Kulturförlaget, 1929)